# Milt Fankhouser
Milt Fankhouser (New York, 29 oktober 1915 - Santa Barbara, 26 februari 1970) was een Amerikaans autocoureur. Hij schreef zich tweemaal in voor de Indianapolis 500, in 1947 en 1950. In 1947 viel hij al na twee ronden uit, in 1950 kwalificeerde hij zich niet. De laatste race was ook onderdeel van het Formule 1-kampioenschap.